# 頸夾肌
頸夾肌以狹窄的腱帶起始於第三至第六節胸椎的棘突上，並以腱束附著至頭兩節或頭三節頸椎的橫突後結節上。

## 外部連結
- 解剖學(Anatomy)-肌肉(muscle)-splenius cervicis muscle(頸夾肌) （页面存档备份，存于）
- eMedicine Dictionary上的Splenius+cervicis
- PTCentral （页面存档备份，存于）

本條目包含來自屬於公共領域版本的《格雷氏解剖學》之內容，而其中有些資訊可能已經過時。